# Château de Mersch
Le château de Mersch, situé dans le centre du Luxembourg et de Mersch, est un des châteaux faisant partie de la vallée des sept châteaux. Son histoire remonte au XIIIe siècle.
De nos jours, il abrite les bureaux de l'administration communale de Mersch.

## Histoire
Le château a été construit au XIIIe siècle par Theodoric, un chevalier au service de la comtesse Ermesinde de Luxembourg.
Il fut pris d’assaut et incendié par les troupes bourguignonnes.
En 1574, Paul von der Veltz transforma la bâtisse médiévale en un château confortable dans le style Renaissance : les dimensions étaient de 61 sur 70 mètres, le fossé avait une largeur de onze mètres et le mur d'enceinte, épais de 1,35 m, était flanqué de sept tours.
Les chambres du rez-de-chaussée et du premier possédaient une voûte. Le hall des chevaliers, au second étage, comportait une magnifique cheminée et les murs étaient décorés des armoiries de 16 nobles.
Le château fut à nouveau détruit en 1603. C’est vers la fin du XVIIe siècle que le comte Jean Frédéric d'Autel fit reconstruire le château. Ses armoiries, à l'entrée du château, rappellent cette restauration.
En 1898, le château fut vendu au commerçant Schwartz-Hallinger.
En 1938, une auberge de jeunesse fut installée dans une nouvelle bâtisse, adjacente au château.
En 1957, le château devint la propriété de la commune qui, après rénovations, y installa son administration communale.

## Sources
- (fr) Page dédiée sur le site de l'Association de Châteaux Luxembourgeois
- (fr) [PDF] Page sur le site de la ville de Mersch